# Albert Graf Fugger von Glött
Albert Graf Fugger von Glött (* 12. November 1932 in München als Albert Magnus Maria Robert Karl Ludwig Ferdinand Antonius von Padua Konrad von Parzham Melchior Martin Marinus Graf von und zu Arco-Zinneberg; † 22. Dezember 2020 in Mindelheim) war ein deutscher Jurist, Betriebsleiter, Denkmalschützer und Politiker der CSU.

## Leben
Albert Graf Fugger von Glött wurde 1932 als Sohn von Ferdinand Graf von und zu Arco-Zinneberg (1892–1940) und dessen zweiter Ehefrau Maria Gräfin Fugger von Glött (1894–1935) geboren. Ab 1939 wuchs er zusammen mit seinem ein Jahr älteren Bruder Karl Graf Arco von Zinneberg (1931–1990) bei seinem kinderlosen Onkel und späterem Adoptivvater Joseph-Ernst Fugger von Glött auf dem Kirchheimer Fuggerschloss auf. Seine älteren Halbbrüder Ludwig (1925–1945) und Wilhelm Emanuel (1926–1945) aus der ersten Ehe des Vaters mit Maria Angela Gräfin von Spee (1890–1928) fielen  im Zweiten Weltkrieg als Soldaten im Februar und Januar 1945. Seine Halbschwester Melanie Gräfin von und zu Arco-Zinneberg (1923–2016) war Ärztin, unverheiratet und kinderlos.
Er besuchte bis 1944 die Volksschule in Kirchheim, 1945 ein Gymnasium in Freiburg und ab 1946 das Jesuitenkolleg St. Blasien im Südschwarzwald. Nach dem Abitur 1953 studierte er Rechtswissenschaften in München, Bonn und Lausanne. Das erste juristische Staatsexamen legte er 1957 ab, nach dem zweiten Staatsexamen 1961 in München arbeitete er als Rechtsanwalt.
Am 29. April 1961 heiratete er Elisabeth Freiin von Hertling (* 1932), ältestes von zwei Kindern von Georg Freiherr von Hertling (1883–1942) und Clara Gräfin von Walterskirchen, Freiin zu Wolfsthal (1897–1950). Der Ehe entstammen ein Sohn sowie zwei Töchter.
Nach dem Ende des Studiums wurde Albert in die sozialen und kulturellen Aufgaben der Fuggerstiftungen in Augsburg eingearbeitet, deren Seniorat er für die Linie Fugger von Glött mehrere Jahrzehnte hinweg übernahm und als Vorsitzender führte. Ab 1962 übernahm er die Verwaltung der Waldungen sowie der zwei landwirtschaftlichen Güter der Familie Fugger von Glött in Kirchheim und Oberndorf.
Er war 1963 Gründungsmitglied, seit 1979 Vorstandsmitglied und 1990 bis 2008 erster Vorsitzender des Bayerischen Denkmälervereins, Verein zur Erhaltung privater Baudenkmäler und sonstiger Kulturgüter e.V.
Graf Fugger von Glött lebte mit seiner Familie in Kirchheim und wurde dort in der Familiengruft beigesetzt.

## Ehrenämter und Engagements
Albert von Fugger engagierte sich in zahlreichen Organisationen, darunter dem Wirtschaftsbeirat der Union, dem Bundesverband Deutscher Stiftungen und als Ehrenmitglied für das Südtiroler Burgeninstitut. Von 1990 bis 2008 war er Vorsitzender des Vereins zur Erhaltung privater Baudenkmäler und sonstiger Kulturgüter.
Über 27 Jahre war er für die CSU Mitglied des Schwäbischen Bezirkstags, dem Kreistag Unterallgäu gehörte er 30 Jahre lang an.

## Ehrungen und Auszeichnungen
- Verdienstorden der Bundesrepublik Deutschland (Verdienstkreuz am Bande)
- Bayerischer Verdienstorden
- Bayerische Denkmalschutzmedaille
- Großkomtur des Königlich Bayerischen Hausritterordens vom Heiligen Georg
- Ehrenvorsitzender des bayerischen Denkmälervereins
- Ehrenmitglied des Südtiroler Burgeninstitutes
- Ehrenpräsidentschaft der Genossenschaft Katholischer Edelleute in Bayern
- Bezirksmedaille des Bezirkes Schwaben
- Silberne Landkreisnadel des Landkreises Unterallgäu
- Ehrenbürgerschaft des Markts Kirchheim